# Ferme « Bastide Le Colombier »
Pour les articles homonymes, voir Ferme.

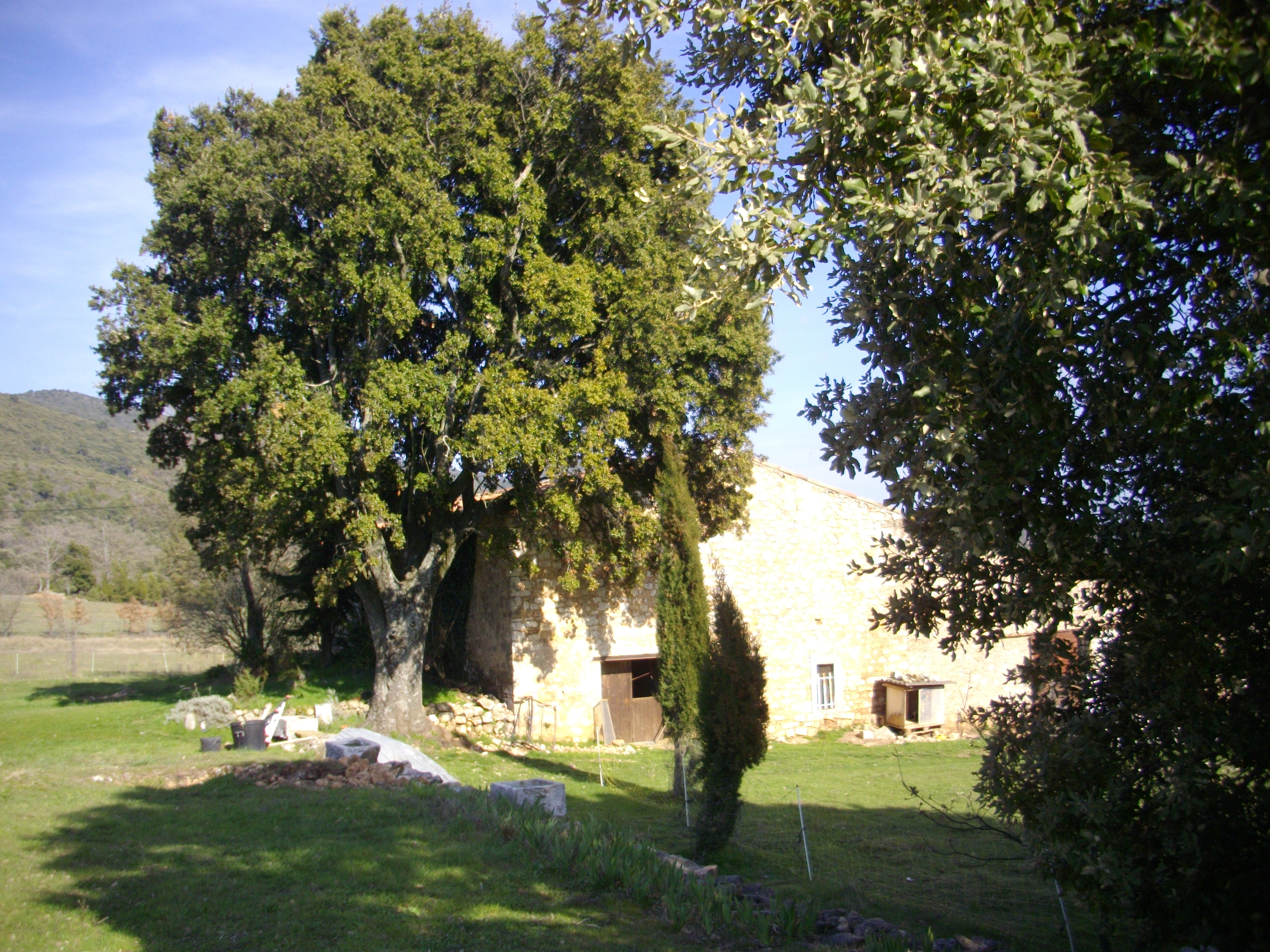
Ferme "Bastide Le Colombier", vue depuis le chemin Notre-Dame du Plan

La Ferme « Bastide Le Colombier », située dans la commune d’Ampus dans le Var (France) se trouve à proximité de la chapelle Notre-Dame de Spéluque dont l’origine remonte au Xe siècle. L'ensemble fut un prieuré de l'abbaye de Lérins jusqu'à la révolution. 

## Historique
En 1793, la chapelle fut vendue comme bien national et achetée par madame d’Autran puis par la famille de Jerphanion qui possédait le domaine du Moulin-Vieux, domaine duquel la ferme a été démembrée. 

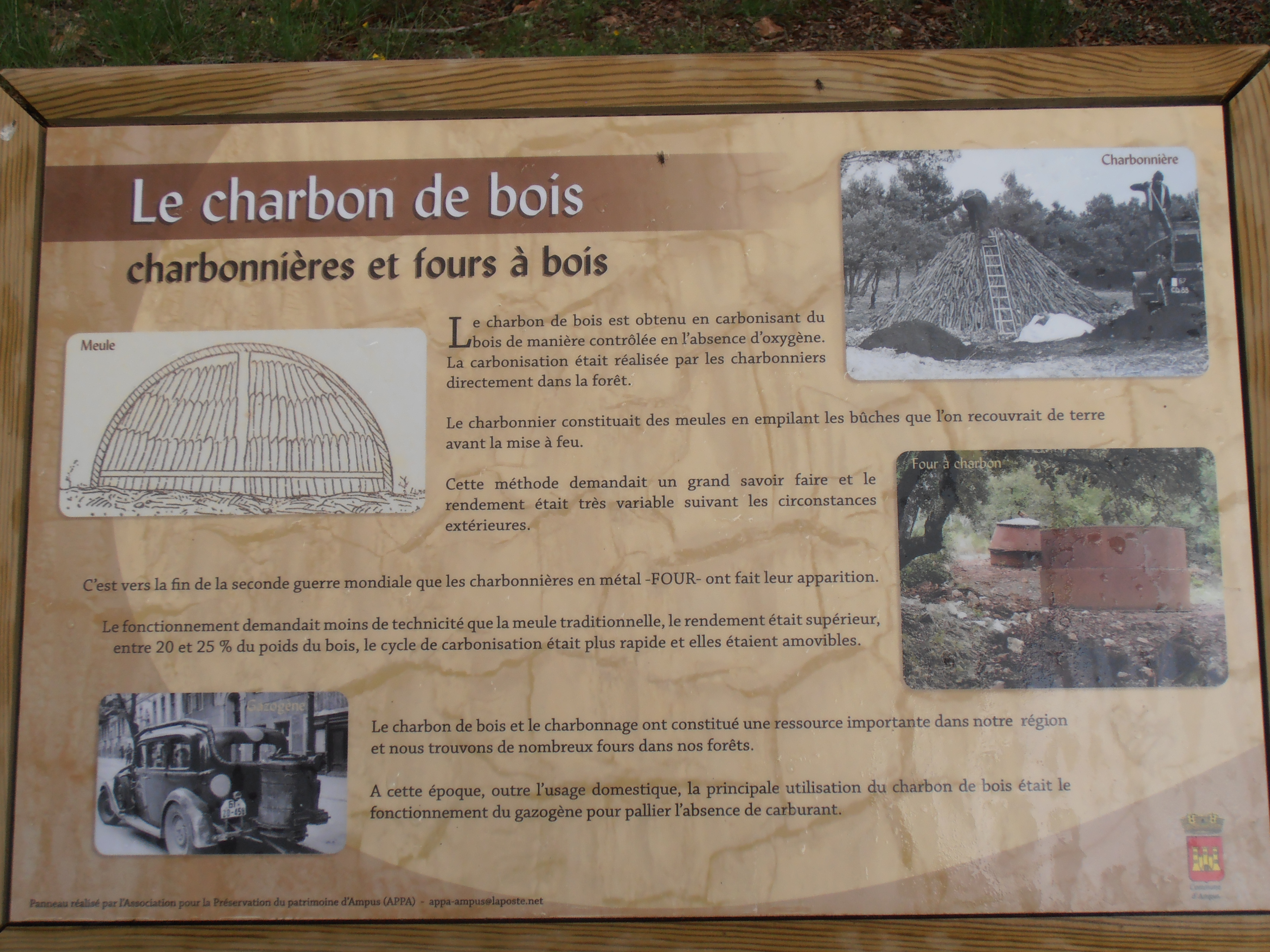
Sur le sentier de randonnées de Notre-Dame-du-Plan

La Bastide (construction) "Le Colombier" est signalée sur les plans napoléoniens (1808-1848) de la commune d’Ampus,

## Curiosités
- Charbonnière
- Four à pains
- Glacière
- Vallon vers la Nartuby
- Restanques

## Galerie d'images

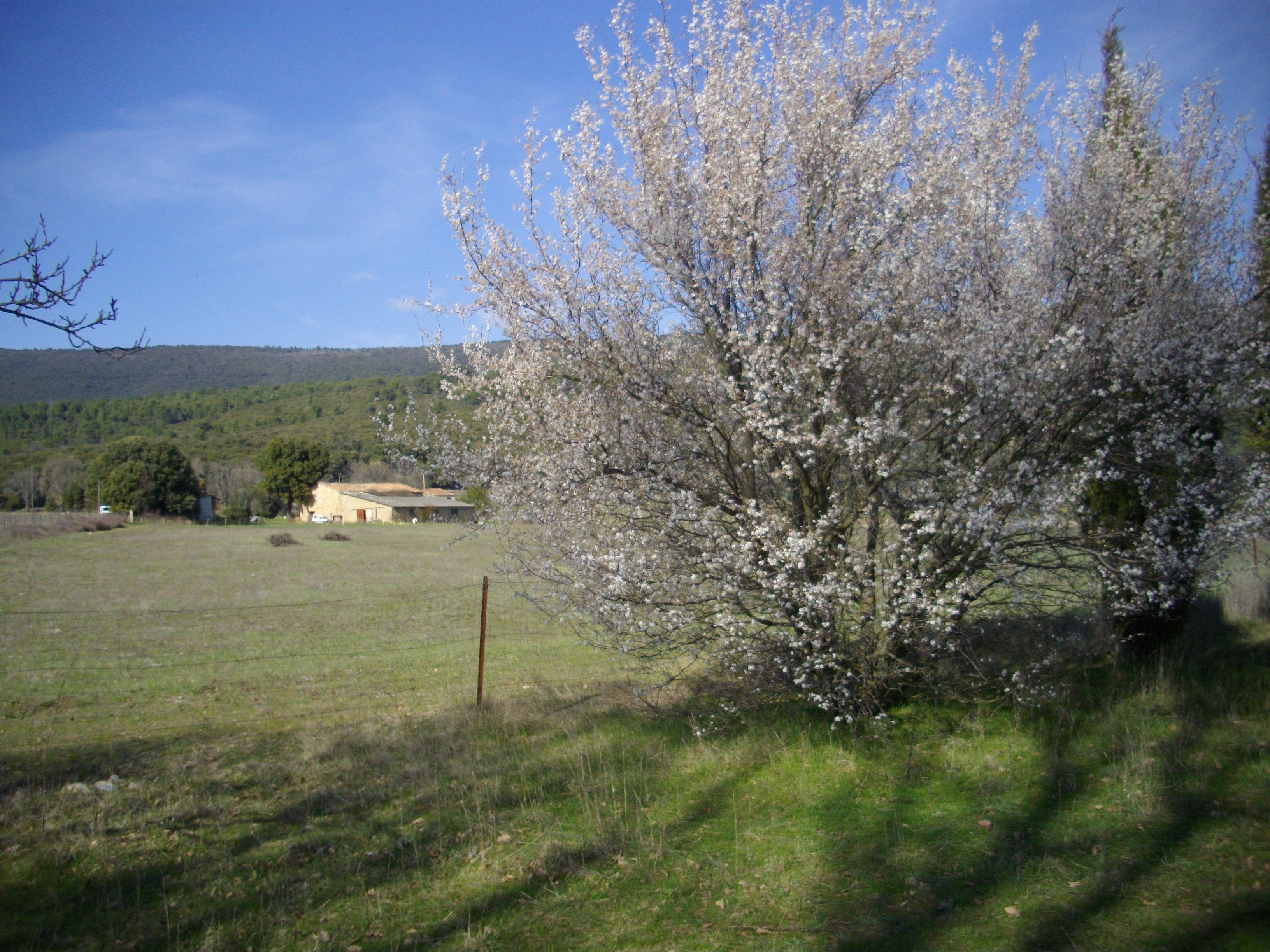
Bastide depuis la chapelle
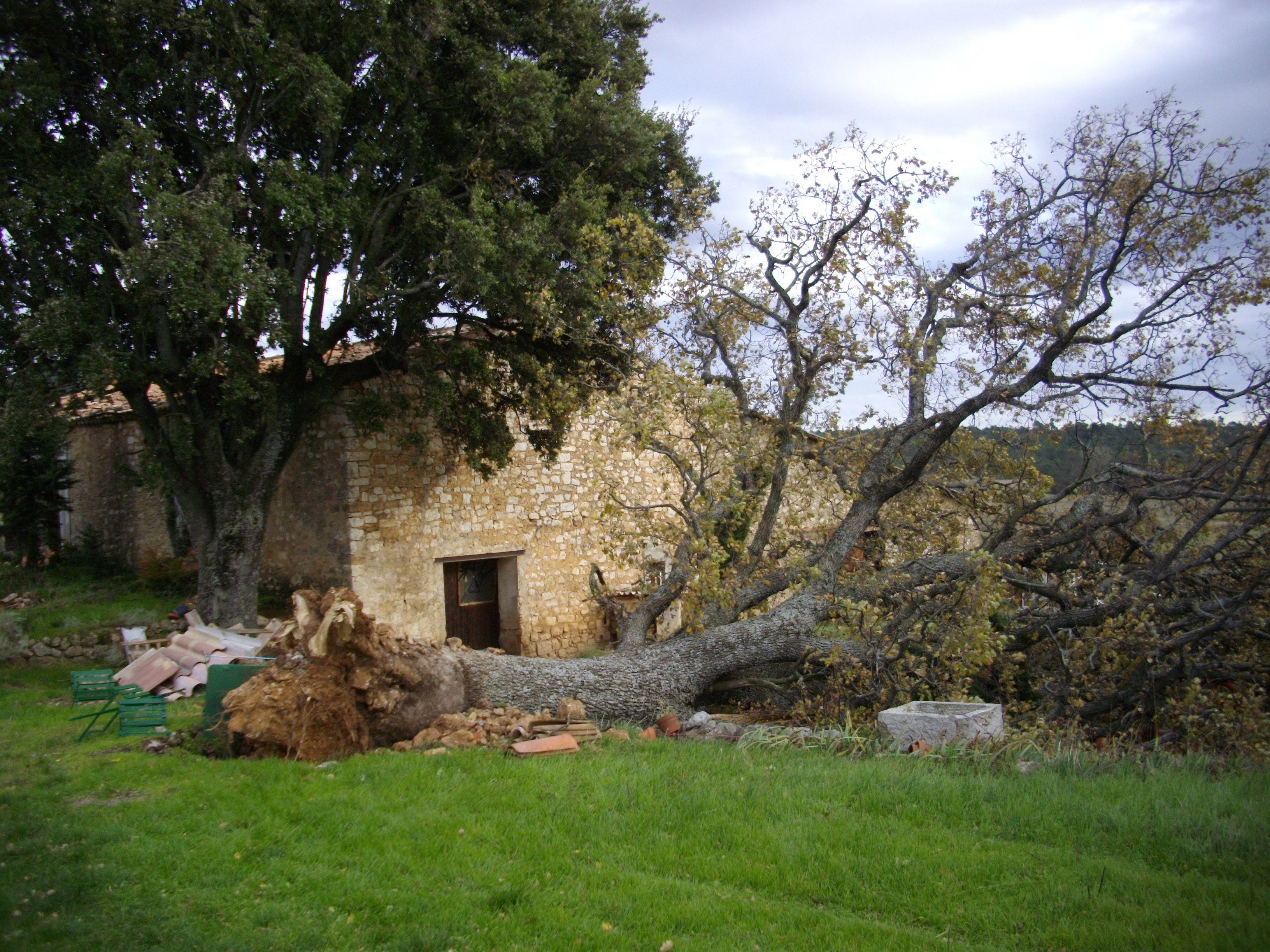
Chêne déraciné par la tempête
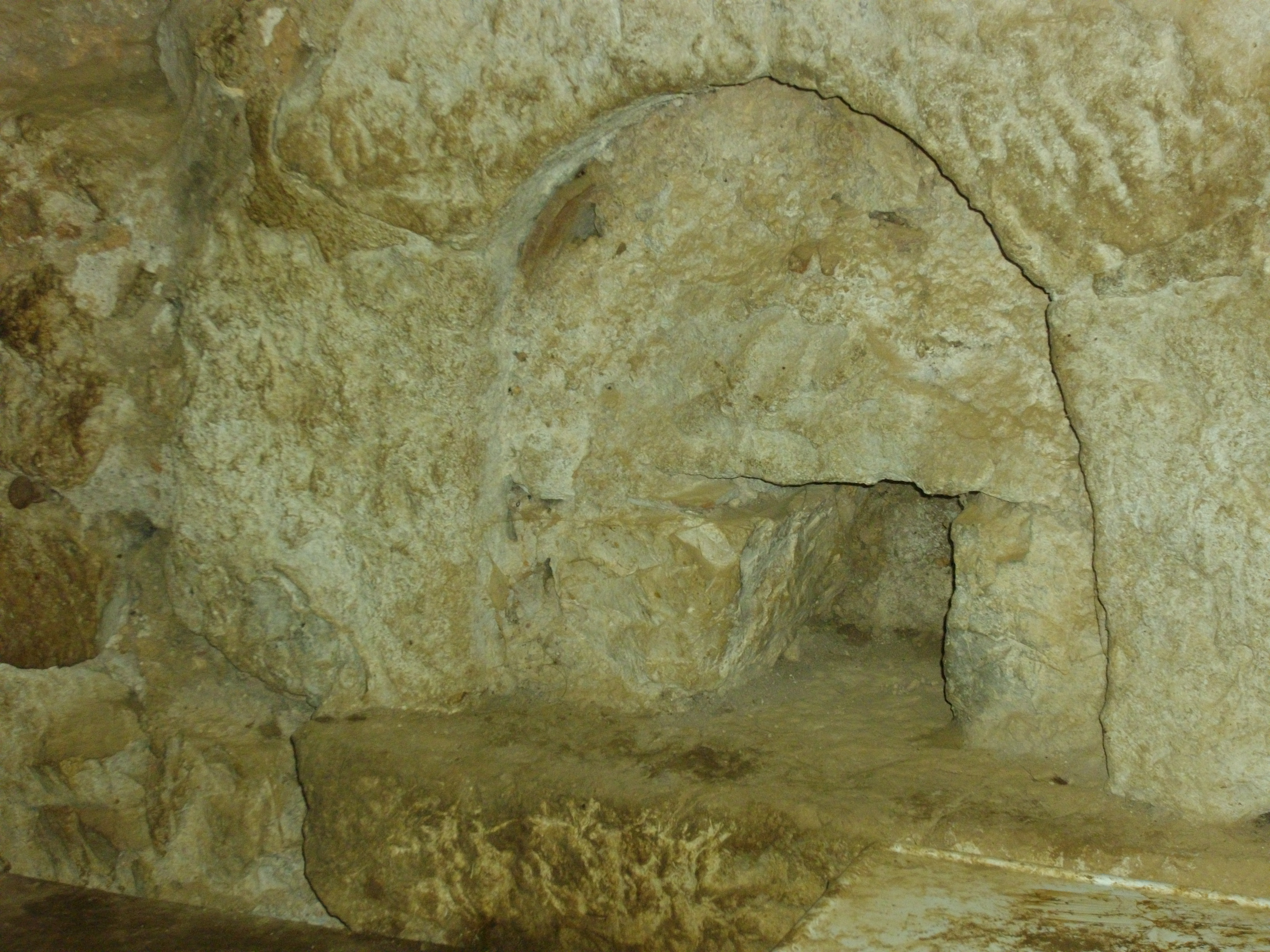
Four à pain
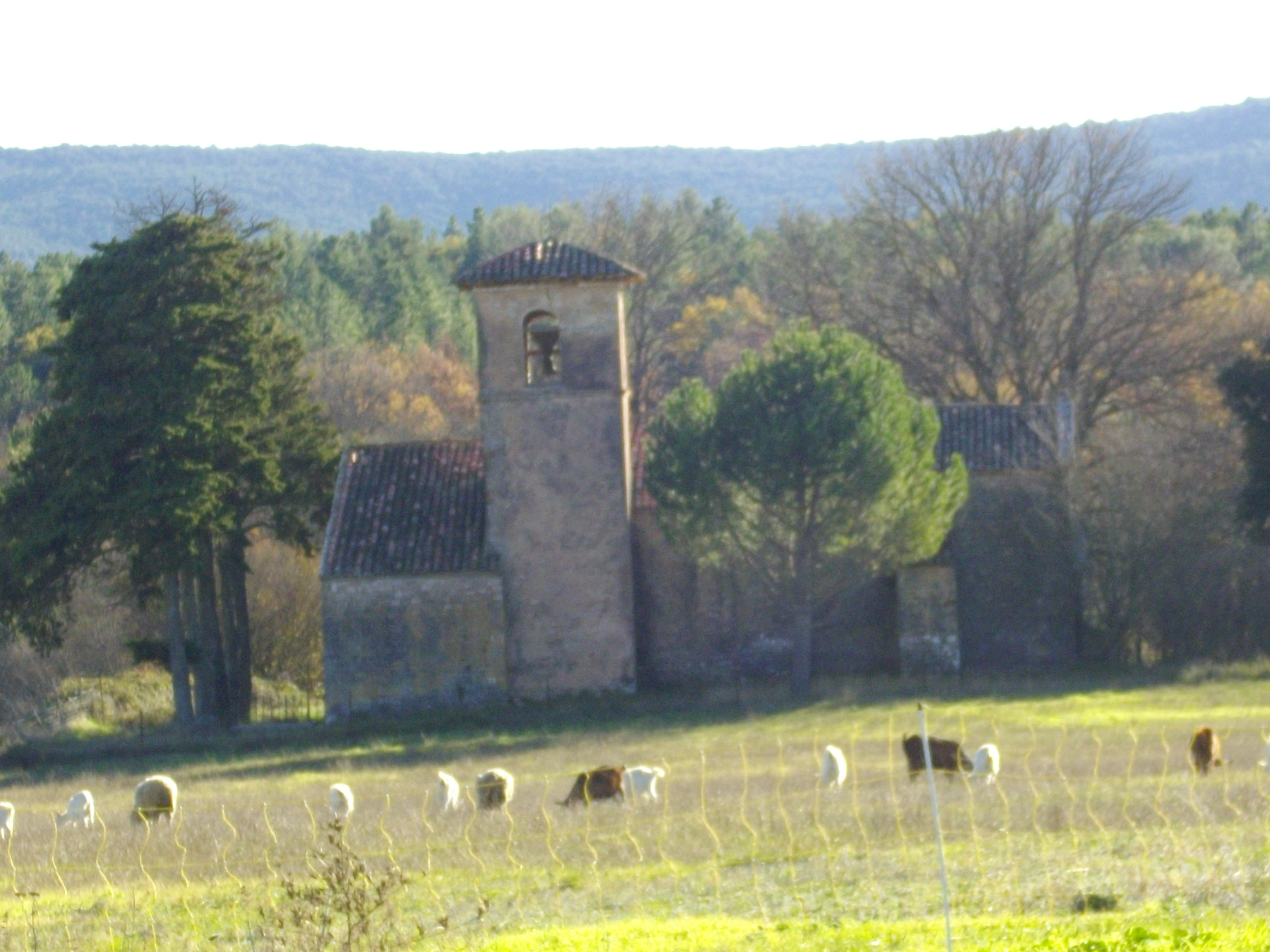
Chèvres devant la chapelle
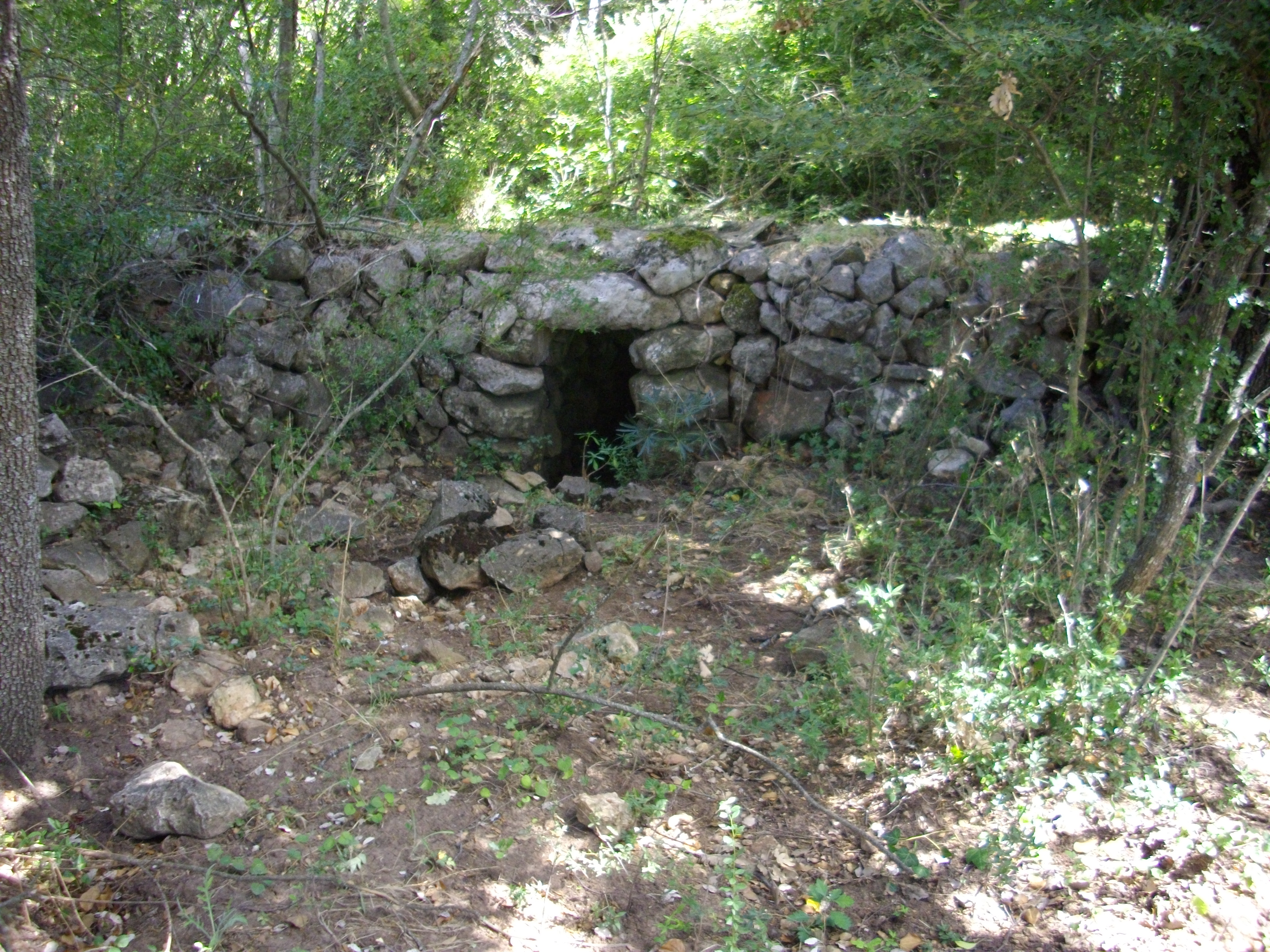
Glacière dans le muret
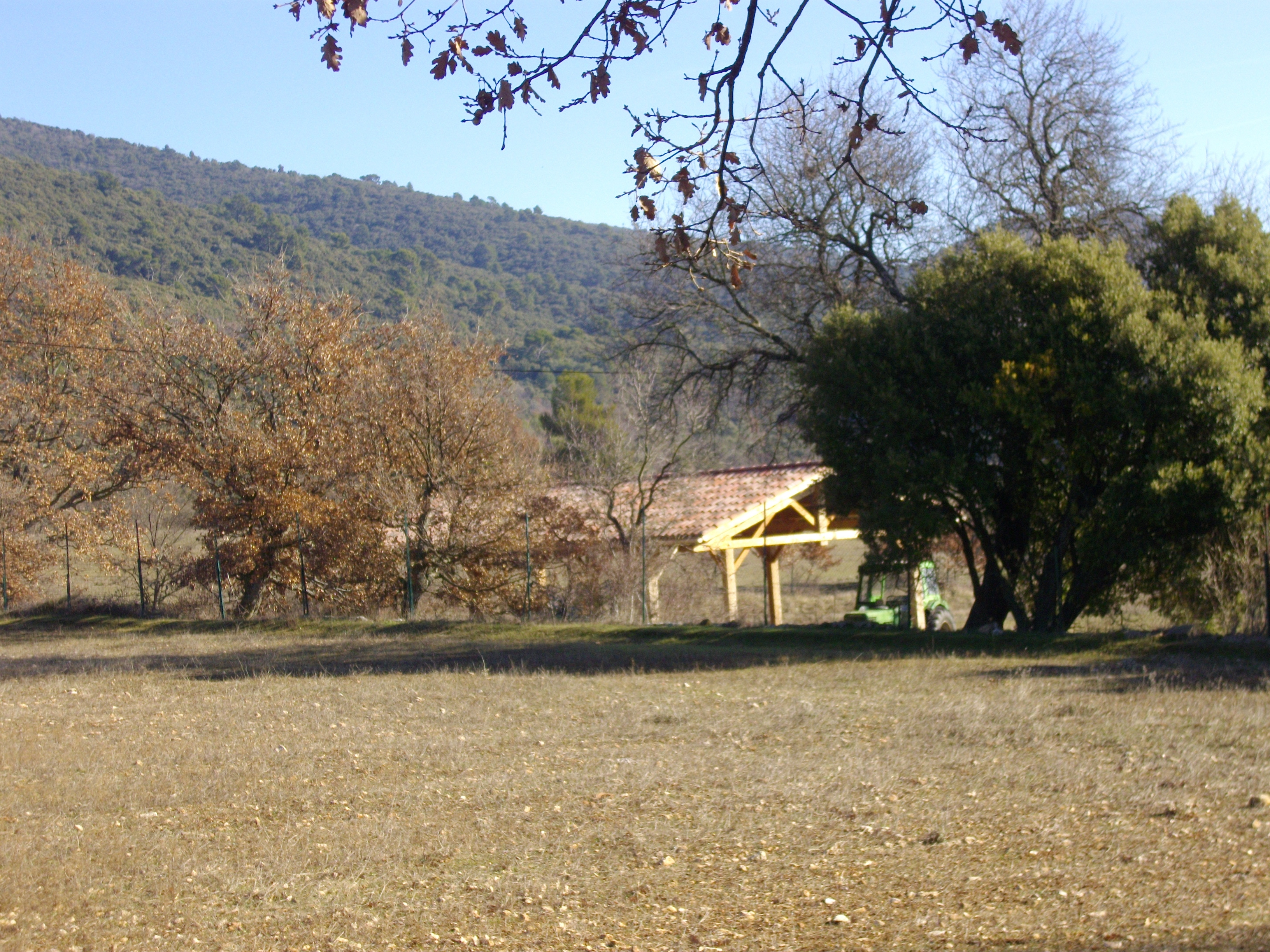
Hangar agricole ferme "Bastide Le Colombier"
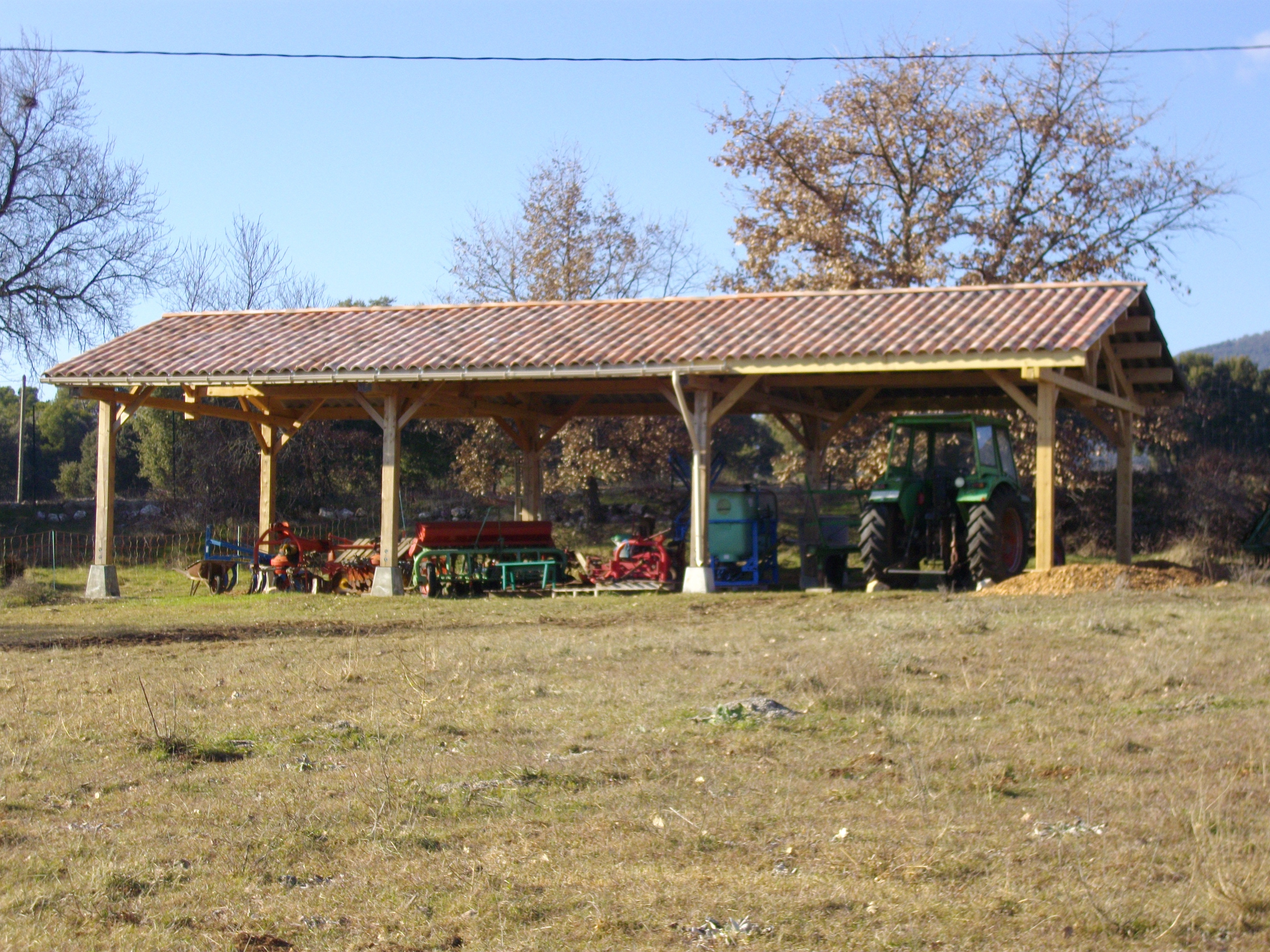
Hangar 3 travée, ossature bois matériau écologique
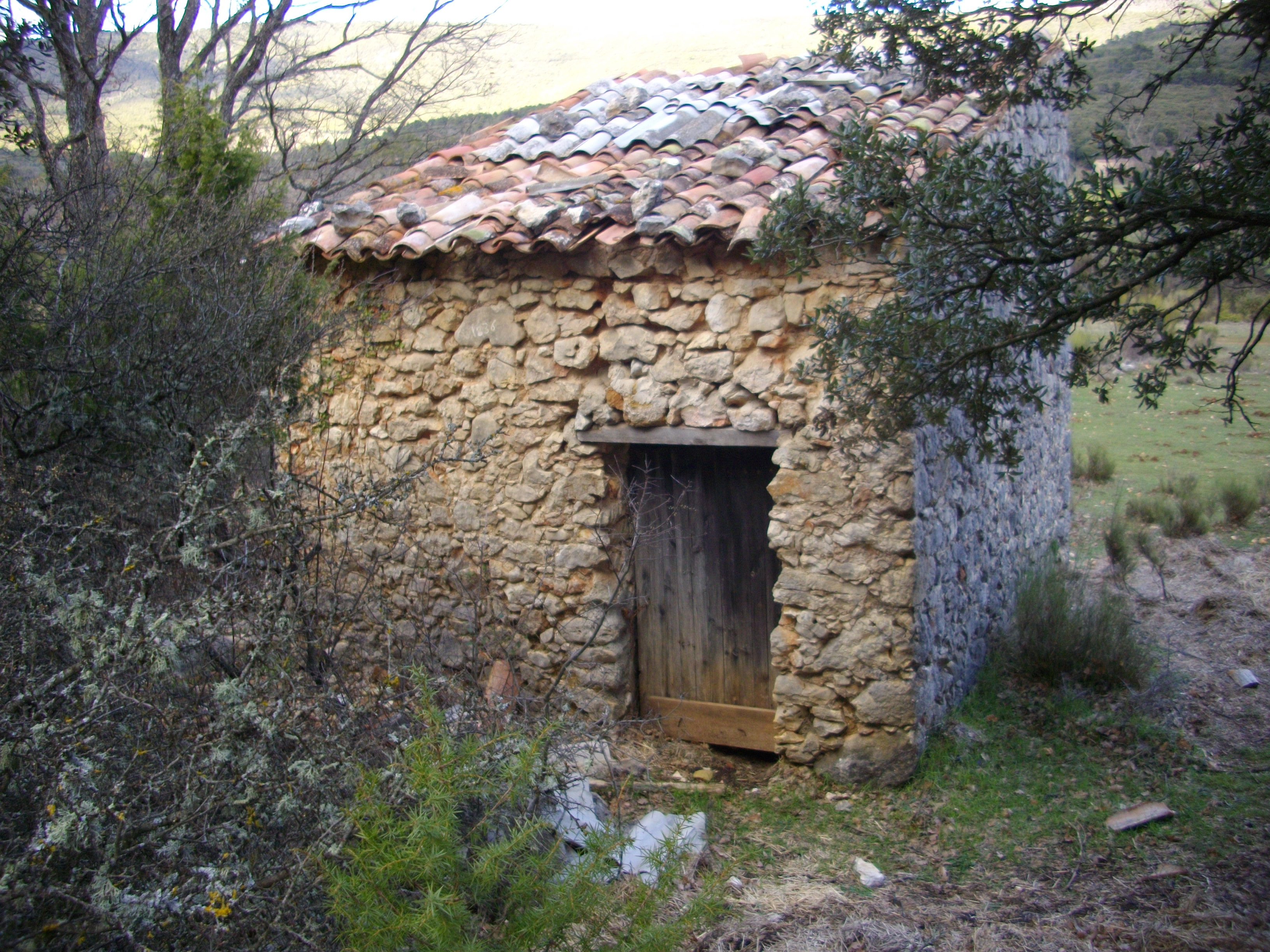
Cabanon de berger près de la Nartuby
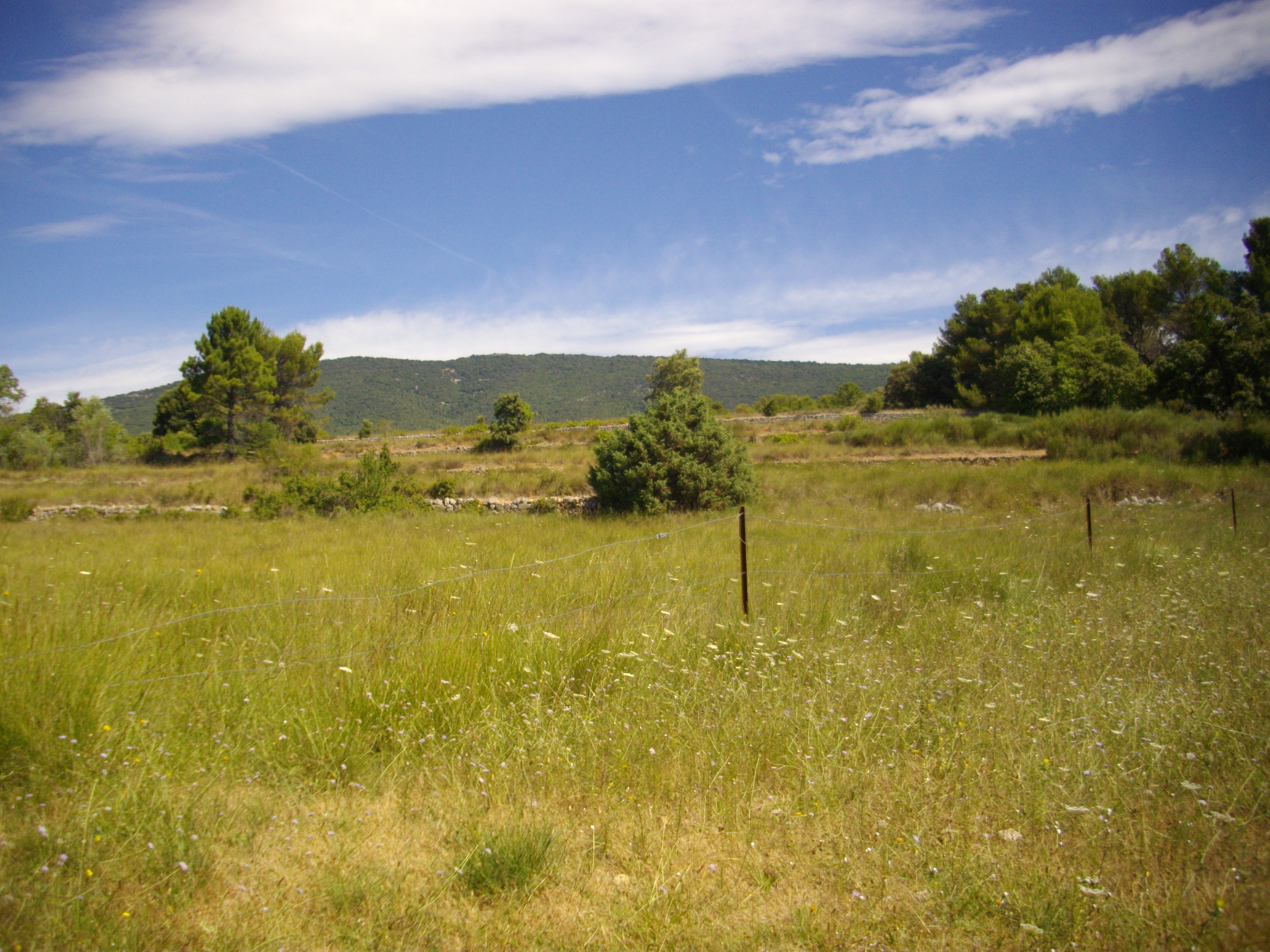
Restanques
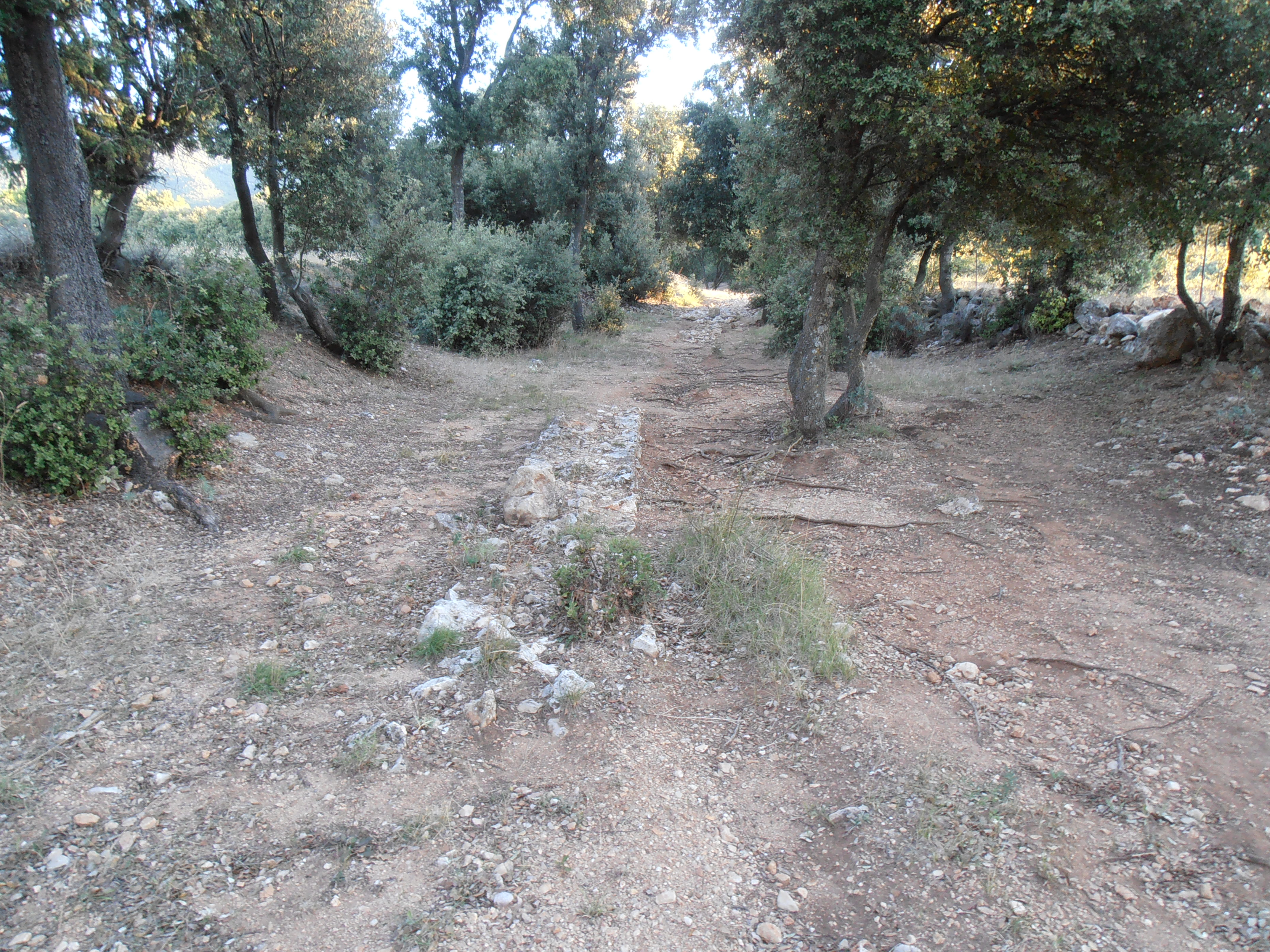
Des vestiges dans le vallon

## Une activité agricole et une vie religieuse préservant le site naturel
L’ensemble des sites de la commune bénéficie d’une double protection juridique, d’une part au titre de l’environnement, la préservation de la faune et la flore, et d’autre part au titre du périmètre de 500 mètres d'un monument historique en application des articles L621-30-1 et L621-31 du Code du patrimoine. L'activité agricole conforte l'authenticité du paysage. 
On observe également de belles restanques, un cabanon, ainsi qu'une glacière réalisée par des bergers, à l'intérieur du muret de protection contre les débordements de la Nartuby qui passe à proximité de la chapelle. 
Pour assurer le développement de l'activité agricole et favoriser l'accès au monument à travers un site préservé, un permis de construire a été sollicité et accordé pour la réhabilitation et les constructions agricoles sous le contrôle de l'architecte des bâtiments de France, pour l'ensemble des travaux et un état des lieux technique et des études de faisabilité ont été établis. 
Trois travées d'un hangar agricole  ont été réalisées comme prévu sur ossature bois, matériaux écologique, mais les difficultés restent nombreuses, il faut continuer de réparer la ferme bastide Le Colombier avec son ancien four à pain accolé, des XVII – XVIIIe siècles, signalée au plan napoléonien, etc,.